# Уговор у Сарагоси
Уговор у Сарагоси је склопљен 22. априла 1529. године, између Шпаније и Португала. Потписали су га португалски краљ Жоао I и цар Карло V. Решен је проблем Острва зачина (Молучка острва). Уговором у Тордесиљасу, повучена је демаркациона линија на западу, у Атлантском океану. Све источно од те линије, припало је Португалу, а западно Шпанији. Међутим, пошто је Земља округла, требало је дефинисати границу и на супротној страни планете. Сукоб је настао 1520, када су експедиције обе државе стигле до Пацифика.
Границу је овим уговором представљао меридијан који је пролазио 297.5 морских миља источно од Молучких острва, тако да су ова острва богата зачинима припала Португалу. За то је Шпанцима исплаћено 350.000 златних дуката.

## Позадина: питање Молучких острва
Године 1494. Кастиља и Португал потписале су споразум из Тордесиљаса, који је поделио свет на две области истраживања и колонизације: кастиљанско и португалско. Успоставио је меридијан у Атлантском океану, са областима западно од линије искључиво за Шпанију, и источно од линије за Португал.
Године 1511, Малаку, тада центар азијске трговине, освојио је Афонсо де Албукерк за Португал. Упознавање са тајном локацијом такозваних „молучких острва“ – острва Банда, Тернате и Тидоре на острвима Малуку (савремена Индонезија), затим јединственог светског извора мушкатног орашчића и каранфилића, и главне сврхе европских истраживања у Индијском океану – Албукерки је послао експедицију коју је предводио Антонио де Абреу у потрази за Молучким острва, посебно острвима Банда. Експедиција је стигла почетком 1512, пролазећи путем кроз Мала Сундска острва, као први Европљани који су тамо стигли. Пре него што су стигли до Банде, истраживачи су посетили острва Буру, Амбон и Серам. Касније, након раздвајања изазваног бродоломом, Абреуов поткапетан Франсиско Серао је отпловио на север али је његов брод потонуо код Тернатеа, где је добио дозволу за изградњу португалске фабрике тврђаве.
Писма која описују „Острва зачина“, од Сераоа до Фернанда Магелана, који је био његов пријатељ и вероватно рођак, помогла су Магелану да убеди шпанско краљевство да финансира први обилазак Земље. Дана 6. новембра 1521. Магеланова флота је са истока стигла до Молука, „колевке свих зачина“, која је тада пловила под Хуаном Себастијаном Елканом, у служби шпанске краљице. Пре него што су Магелан и Серао могли да се сретну на острвима, Серао је умро на острву Тернате, скоро у исто време када је Магелан погинуо у бици код Мактана на Филипинима.
Након Магелан-Елцано експедиције (1519–1522), Карло V је послао другу експедицију, коју је предводио Гарсија Жофре де Лоаиса, да колонизује острва, на основу тврдње да су она у зони Кастиље, према Уговору из Тордесиљаса. После извесних потешкоћа, експедиција је стигла до острва Малуку, пристајући у Тидореу, где су Шпанци основали утврђење. Дошло је до неизбежног сукоба са Португалцима, који су већ били успостављени у Тернатеу. После годину дана борби, Шпанци су претрпели пораз, али је упркос томе уследила скоро деценија сукоба око поседовања острва.

## Конференција Бадахоз-Елвас
Године 1524, оба краљевства су организовала „Хунту де Бадахос–Елвас“ да би решила спор. Свака круна је именовала по три астронома и картографа, три навигатора и три математичара, који су формирали комисију за утврђивање тачне локације антимеридијана Тордесиљаса, а намера је била да се цео свет подели на две једнаке хемисфере.
У португалској делегацији коју је послао краљ Жоао III били су Антонио де Азеведо Кутињо, Диого Лопес де Секеира и Лопо Хомем, картограф и космограф. Опуномоћеник из Португала био је Меркурио Гатин, а они из Шпаније били су Гарсија де Лоајса, бискуп Осме, и Гарсија де Падиља, велики мајстор реда Калатраве. Бивши португалски картограф Диого Рибеиро, био је део шпанске делегације.
Сматра се да се на овом састанку одиграла забавна прича. Према савременом кастиљанском писцу Петеру Мартиру д'Ангијери, мали дечак је зауставио португалску делегацију и питао је да ли намеравају да поделе свет. Делегација је одговорила да јесу. Дечак је одговорио тако што је оголио задњицу и предложио да му повуку линију кроз пукотину на задњици.
Одбор се састао неколико пута, у Бадахосу и Елвасу, а да није постигао договор. Географско знање у то време било је неадекватно за тачну доделу географске дужине, и свака група је изабрала карте или глобусе који су показивали да се острва налазе у њиховој сопственој хемисфери, док се није установило на чијој су хемисфери била смештена.
Између 1525. и 1528. Португалија је послала неколико експедиција у област око Малучких острва. Гомеза де Секуеиру и Диога да Рочз послао је гувернер Тернате Хорхе де Менесес у Целебе (које је већ посетио Симао де Абреу 1523) и на север. Експедитори су били први Европљани који су стигли до Каролинских острва, која су назвали „Острва Секеира“. Истраживачи као што су Мартим Афонсо де Мело (1522—24) и можда Гомес де Секеира (1526—1527), уочили су острва Ару и Танимбар. Године 1526, Хорхе де Менесес је стигао до северозападне Папуе Нове Гвинеје, пристао у Бијаку на острвима Шоутен, а одатле је допловио до Вајгеа на полуострву Птичје главе.
С друге стране, поред Лојизине експедиције од Шпаније на Молучких острва (1525—1526), Кастиљани су тамо послали и експедицију преко Пацифика, коју је предводио Алваро де Саведра Серон (1528) (коју је приредио Ернан Кортез у Мексику), како би се такмичио са Португалцима у региону. Чланове експедиције Гарсија Жофре де Лојизе заробили су Португалци, који су преживеле вратили у Европу западним путем. Алваро де Саведра Серон је стигао до Маршалових острва и у два неуспела покушаја да се врати са Малучких острва преко Пацифика, истражио је део западне и северне Нове Гвинеје, а такође је стигао и до острва Шоутен и угледао Јапен, као и Адмиралска острва и Каролине.
Дана 10. фебруара 1525, млађа сестра Карла V Катарина од Аустрије удала се за Јована III од Португалије, а 11. марта 1526. Карло V се оженио сестром краља Јована Изабелом Португалском. Ова укрштена венчања су ојачала везе између две круне, олакшавајући споразум у вези са Молучким острвима. Цару је било у интересу да избегне сукоб, како би се могао фокусирати на своју европску политику, и Шпанци тада нису знали како да источним путем дођу до зачина са Мoлучких острва у Европу. Руту Манила-Акапулко успоставио је тек Андрес де Урданета 1565. године.

## Уговор
Уговором из Сарагосе је утврђено да је источна граница између две доменске зоне била 297 1⁄2 лиге (1.763 km, 952 наутичке миље), или 17° источно, од Малукуских острва. Уговор је укључивао заштитну клаузулу у којој се наводи да ће уговор бити поништен ако цар у било ком тренутку пожели да га опозове, при чему ће Португалцима бити враћен новац који су морали да плате, а свака нација ће „имати право и тужбу као да је сада." То се, међутим, никада није догодило, јер је цару очајнички био потребан португалски новац за финансирање Рат Коњачке лиге против свог главног ривала Франсое I Валоа.
Уговор није разјаснио нити модификовао линију разграничења успостављену Уговором из Тордесиљаса, нити је потврдио тврдњу Шпаније на једнаке хемисфере (свака по 180°), тако да су две линије поделиле Земљу на неједнаке делове. Део Португала износио је отприлике 191° Земљиног обима, док је део Шпаније био отприлике 169°. Постојала је граница несигурности од ±4° у погледу тачне величине оба дела, због варијација у мишљењу о прецизној локацији линије Тордесиљас.
Према уговору, Португал је добио контролу над свим земљама и морима западно од линије, укључујући сву Азију и њена суседна острва која су до сада „откривена“, остављајући Шпанији већи део Тихог океана. Иако Филипини нису поменути у уговору, Шпанија се имплицитно одрекла било каквог права на њих јер су се налазили доста западно од линије. Ипак, до 1542. године, краљ Карло V је одлучио да колонизује Филипине, претпостављајући да Португал неће превише енергично протестовати јер архипелаг није имао зачине. Иако он није успео у свом покушају, краљ Филип II је успео 1565. године, успостављајући почетну шпанску трговачку постају у Манили. Као што је његов отац очекивао, Португалци се нису пуно противили.
У каснијим временима, португалска колонизација у Бразилу за време Иберијске уније простирала се далеко западно од линије дефинисане Уговором из Тордесиљаса и на оно што би према уговору требало да буде шпанска територија, касније су нове границе повучене у Мадридском уговору (13. јануара 1750) утврђујући тренутне границае Бразила.